# 陰道分泌液

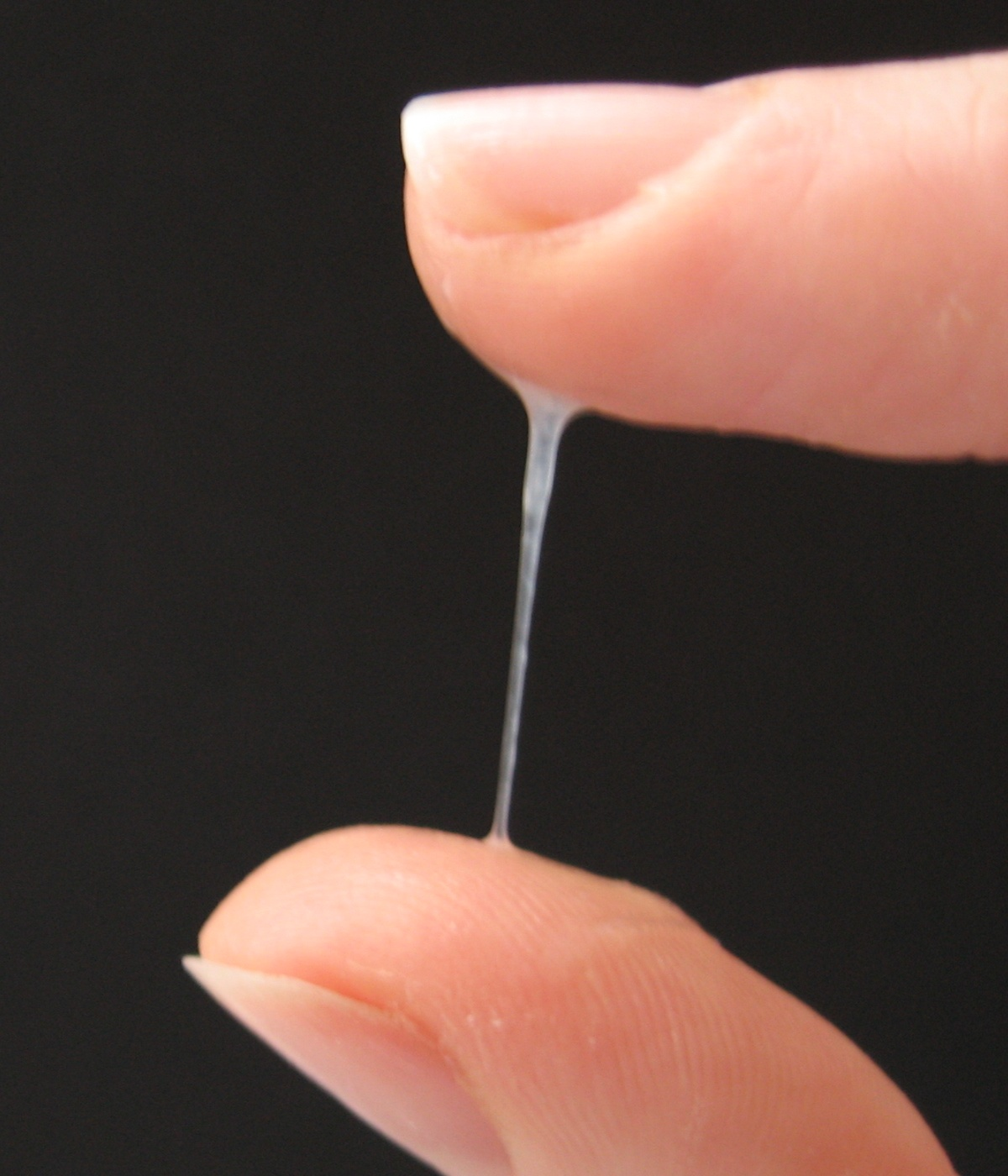
子宮頸黏液

陰道分泌液或陰道潤滑液，是女性阴道自然分泌的液体，用于润滑女性的阴道。阴道润滑总是存在的，但在排卵期和性唤起时會显著增加。阴道干燥是这种润滑不足的情况，有时会使用人工润滑剂来增加润滑。若没有足够的润滑，性交会很痛苦。阴道内壁没有腺体，因此阴道必须依靠其他的润滑方法。一般認為由于血管充盈而从阴道壁流出的血浆是主要的润滑源，而位于入口（阴道口）的左右下方的巴氏腺也分泌粘液来增加阴道壁的分泌物。接近排卵期时，宫颈粘液提供额外的润滑。

## 成分
润滑液的稠度、肌理、味道、颜色和气味会因性唤起、月经周期、感染情况、某些药物、遗传因素和饮食而有所不同，通常颜色為透明或白色。
主要成分為水、吡啶、鮫鯊烯、尿素、醋酸、乳酸、醇、二元醇、酮及醛等。
阴道分泌液與流傳刺激G點（格雷芬貝格點）會產生的分泌液不同。阴道分泌液呈微酸性，如果感染某些性传播疾病，分泌液会更酸性。阴道分泌液pH值正常为在3.8-4.5之间，精液的pH值正常为在7.2-7.8之间的(中性pH值为7.0)，两者產生中和反應後，令酸鹼值接近中性（pH7），但不一定中性的物质，以維持陰道之環境，而增加精子的活力及運動性（性愛進行時潤滑液大量分泌，最主要就是潤滑）。

## 分泌
陰道是由對血管活性腸肽（VIP）有反應的神經所提供服务。因此血管活性腸肽會讓陰道的血流量增加，同时使得陰道的分泌液增加。有研究表明，血管活性腸肽可能有參與性喚起过程中观察到陰道生理變化：生殖器血管扩张和阴道润滑增加。

## 阴道干燥

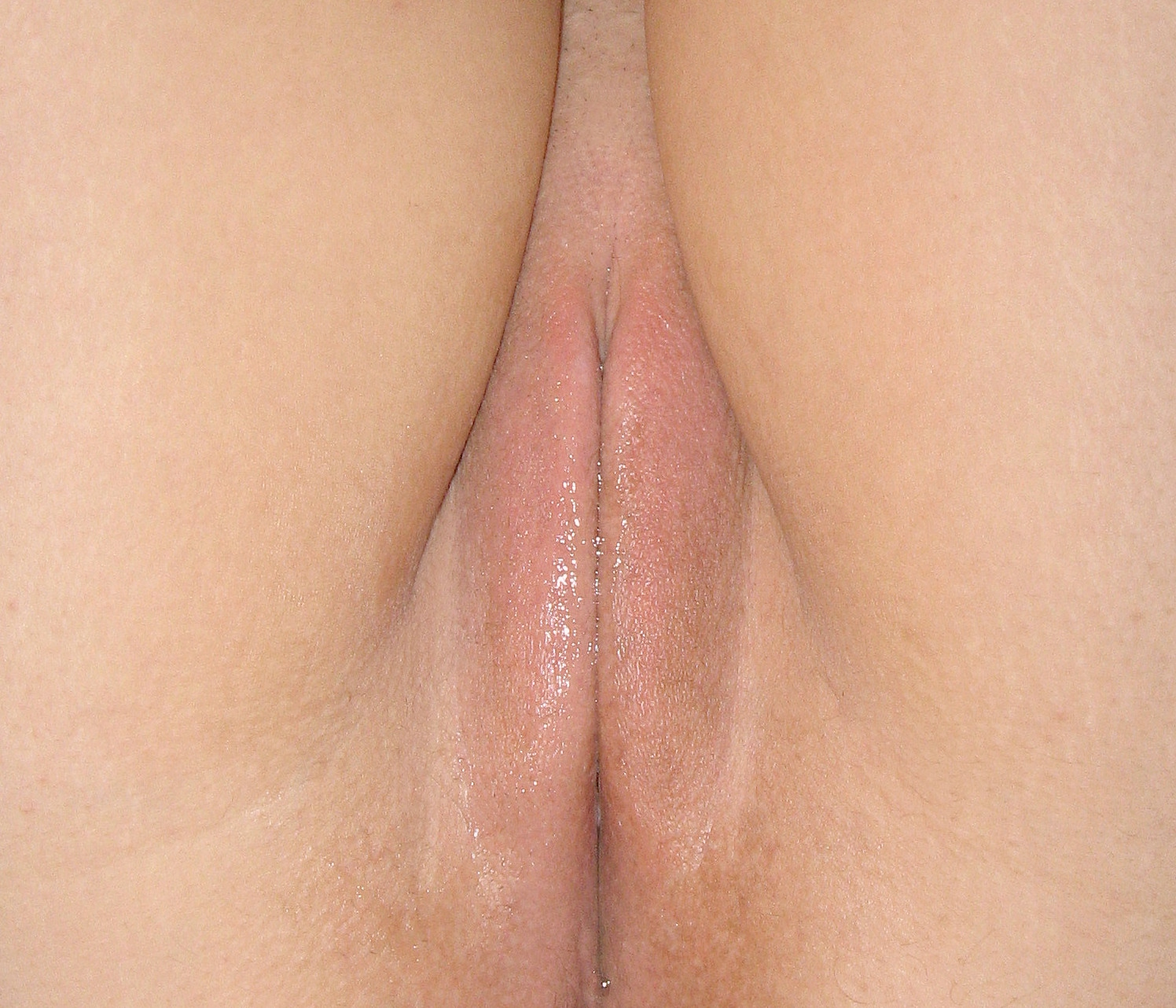
被陰道分泌液润湿的外阴

女性阴道中润滑不足或阴道干燥会造成性交困难，而性交困难屬於性功能障碍。而阴道干燥被认为是女性性功能障碍的一个标志，性交中切除包皮的男方会加重女性的阴道干燥。阴道干燥可能由以下因素引发：性刺激不足、更年期的荷尔蒙分泌变化（可能导致萎缩性阴道炎）、妊娠或哺乳。避孕膏的刺激，或是對性交的恐惧和焦虑。也有可能造成这种干燥。
特定的药物治疗，包括非处方的抗组胺剂，或是一些诸如妊娠、哺乳、闭经、衰老等因素，甚至是糖尿病，都会抑制阴道分泌液的产生。含有抗胆碱能或拟交感神经效果成分的药物会使粘膜干燥或“湿润”阴道组织。一些抗过敏药、心血管药物、精神病治疗药物会包含如上成分。口服避孕药有可能改变阴道润滑程度。
年长的女性分泌的阴道润滑液较少，她们因有較低雌激素水平可能与阴道干燥有所关联。

## 人工的润滑剂
若女性在進行陰道性行為之前，其陰道的分泌液不足，進行陰道性行為會不適，甚至會疼痛。此時可以用人体润滑剂塗抹女性的陰道口及男性的陰莖，以補足陰道分泌液的潤滑功能，並且避免性行為時的不適或疼痛。也可以在性行為之前塞入栓剂，不過這比較少見。
油性的人体润滑剂會腐蝕乳膠，因此會降低避孕套、乳膠手套或口腔保护膜等生育控制或避免性感染疾病設備的效果，因此會使用水基或是矽基的润滑剂。使用人體润滑剂可以減少性交時女性的疼痛，不過無法改善造成陰道乾燥的原因。
若是希望不要人体润滑剂影響受孕能力，美国生殖医学学会建議用菜籽油及矿物油作為人体润滑剂。

## 乾陰道性交
有些民族（特別是漠南非洲的民族）會進行乾陰道性交，也就是在性交前設法去除陰道分泌液。此一作法的原因一方面是为了清洁，再來就是增加男性的性愉悅。不過女性在无阴道分泌液的情况下进行性行为，一方面會相當疼痛，可能导致外伤并增加雙方性传播疾病感染的可能性，例如人類免疫缺陷病毒的傳播風險會因為沒有潤滑，造成阴道组织撕裂而加劇。